# حسونه الشیخ
حسونه الشیخ (عربی: حسونة يوسف قاسم الشيخ؛ زادهٔ ۲۶ ژانویهٔ ۱۹۷۷) بازیکن فوتبال اهل اردن بود.
از باشگاه‌هایی که در آن بازی کرده است می‌توان به باشگاه ورزشی الجیش (سوریه)، باشگاه فرهنگی ورزشی دبی، باشگاه ورزشی الرفاع، و باشگاه ورزشی الفیصلی اشاره کرد.
وی همچنین در تیم ملی فوتبال اردن بازی کرده است.